# Non ho mai smesso
"Non ho mai smesso" é uma canção gravada pela cantora italiana Laura Pausini para seu álbum de estúdio Inedito. A canção traz Pausini na autoria tanto da letra, junto a Niccolò Agliardi, quanto na composição da melodia, junto a Paolo Carta. Foi lançada na Itália no dia 11 de novembro de 2011 como segundo single do álbum.
A canção foi gravada também em língua espanhola, sob o título "Jamás abandoné", cuja adaptação da letra é de Jorge Ballesteros. Foi lançada na América Latina como segundo single da versão em espanhol do álbum, Inédito.

## Composição
A canção, uma balada pop íntima e melódica, descreve a vontade de Laura Pausini em retornar a cantar depois da pausa em sua carreira que precedeu o lançamento de Inedito. Na letra da canção, dedicada ao relacionamento da cantora com seu trabalho, ela afirma que nunca deixou de amar a música.
Durante uma conferência à imprensa italiana sobre lançamento do álbum, Pausini revelou que a canção havia sido escolhida por sua gravadora para ser o primeiro single, mas ela pessoalmente decidiu lançar "Benvenuto", explicando que preferia lançar como primeiro single de Inedito uma canção mais otimista e menos melancólica.

## Vídeo musical
O vídeo musical da canção foi dirigido por Gaetano Morbioli e gravado em Amsterdã durante o fim de julho de 2011, quando foi gravado também o vídeo do single anterior, "Benvenuto".
A ideia principal do vídeo consiste em mostrar vários paradóxos em imagens. Algumas cenas do videoclipe mostram mulheres com vestidos elegantes e tênis de corrida enquanto competem em uma pista de atletismo; um homem distinto trajando um terno enquanto atravessa uma praça carregando uma prancha de surf; uma nadadora que parece pronta para mergulhar, porém ao inves de estar sobre um trampolim, está sobre o teto de uma casa. Laura Pausini aparece em cenas alternadas: ora em um barco, ora sentada no chão usando um vestido vermelho de Roberto Cavalli e amarrada a um paraquedas.
O vídeo de "Non ho mai smesso" foi lançado no site italiano de notícias Corriere della Sera em 11 de novembro de 2011.
Em dezembro de 2012 o vídeo de "Jamás abandoné" recebeu uma nomeação na categoria Video do Ano nos Premios Lo Nuestro 2013.

## Performances ao vivo
A canção foi apresentada pela primeira vez em 10 de novembro de 2011 na Piazza del Duomo em Milão, durante um flash mob realizado para promover o álbum Inedito, que foi lançado no dia seguinte. Laura Pausini foi acompanhada por uma coreografia performada por cerca de cem dançarinos.
A canção também foi exibida em 11 de novembro de 2011 durante o programa Chiambretti Muzic Show, no canal Italia 1, que foi inteiramente dedicado à Laura Pausini e ao seu retorno ao cenário musical.
Em 16 de fevereiro de 2012, a versão espanhola da canção, "Jamás abandoné", foi cantada na cerimônia de entrega dos Premios Lo Nuestro 2012 que ocorreu  na American Airlines Arena em Miami. Sua performance foi dedicada à memória de Whitney Houston, que havia falecido cinco dias antes.
"Non ho mai smesso" também foi exibida em todas as apresentações da Inedito World Tour, sendo ela a canção de encerramento dos espetáculos.

## Lista de faixas
- Download digital (Versão do álbum italiano)[14]

1. "Non ho mai smesso" – 3:23

- Download digital (Versão do álbum espanhol)[15]

1. "Jamás abandoné" – 3:24

## Créditos
| Créditos musicais - Laura Pausini – vocalista, compositora - Niccolò Agliardi – compositor - B.I.M. Orchestra – orquestra - Paolo Carta – compositor, guitarra elétrica, programação de computador, arranjos - Nathan East – baixo elétrico - Steve Ferrone – bateria, percussão - Paolo Zampini – flauta - Bruno Zucchetti – teclados, piano, órgão Hammond, programação de computador | Créditos de produção - Riccardo Benini – produtor executivo - Renato Cantele – engenheiro - Paolo Carta – produtor musical, engenheiro - Nicola Fantozzi – assistente - Marco Nuzzi – produtor executivo - Davide Palmiotto – assistente - Fabrizio Pausini – gerente de estúdio - Laura Pausini – produtora |

## Paradas e certificações
| Paradas (2011 - 2012)                            | Melhor posição |
| ------------------------------------------------ | -------------- |
| Bélgica - Ultratop 40 (Wallonia)                 | 23             |
| Estados Unidos - Billboard (Latin Pop Songs)     | 33             |
| Estados Unidos - Billboard (World Digital Songs) | 7              |
| Itália - FIMI (Top Digital Download)             | 15             |
| Itália - Nielsen Music Control (Airplay)         | 22             |

| País / Provedor | Certificação | Vendas  |
| --------------- | ------------ | ------- |
| Itália / FIMI   | Ouro         | 15.000+ |